# Tetracheilostoma carlae
Tetracheilostoma carlae — вид неотруйних змій з роду Tetracheilostoma родини Стрункі сліпуни (Leptotyphlopidae). Найменший відомий сучасний вид змій: загальна довжина 9,3—10,4 см. Мешкає на острові Барбадос в Карибському морі.